# Baderode
Baderode  ist eine Wüstung bei Walbeck im Landkreis Mansfeld-Südharz im Land Sachsen-Anhalt. Das Dorf lag am Bach Walbke. 

## Geschichte
- Am 30. Juni 1177 besaß das Kloster Roßleben unter anderem in Baderode (genannt Boderoth) sieben Hufen, die einen Talent und vier Schillinge einbrachten. Diese gehörten neben Alterode zu den Stiftungen des Ludwig von Wippra und seiner Frau Mathilde.
- Das Kloster Roßleben überließ dem Kloster Hecklingen für 22 halberstädtische Mark 22 Hufen Holz und eine Hufe Land in Baderode (genannt Buderode). Probst Alexander und Priorin Gisela vom Kloster Roßleben bezeugten das am 11. Oktober 1272. Am gleichen Tag ließen die Klöstervögte und Brüder Albrecht und Ludwig von Hackeborn ihr Eigentum an diesen Grundstücken auf.
- Im Jahr 1295 wird ein Holzflecken beim Dorf (genannt Badderode) von den Klostervögten Albrecht und Ludwig von Hackeborn an das Kloster Wiederstedt geschenkt.
- Laut Hermann Größler wurde die Ortschaft im Jahr 1335 Buderode genannt.
- Neben Ritterode, Iwerode, Endorf, Nieder-Welbsleben, Quenstedt und Wilrode wurde Baderode (genannt Vadderode) aus der Herrschaft Arnstein durch die Grafen von Regenstein am 13. Juli 1387 an die Grafen von Mansfeld verkauft.
- Am 26. Juli 1486 war Baderode neben Wolfshagen und Dentzerode ein Zubehör von Arnstein im Lehnbrief des Herzogs Albrecht von Sachsen an die Grafen von Mansfeld.
- Herzog Georg von Sachsen belehnte am 9. Dezember 1518 die Grafen von Mansfeld mit dem Wüsten Baderode.
- Laut Cyriacus Spangenberg war Baderode ein großes Dorf, das mit Gräben umgeben war und vermutlich auch ein Kirchdorf. In der Wüstung wurde eine Schäferei gebaut, die später auch Wüst wurde. Spangenberg sah noch den heute ausgetrockneten Bach Baderöder Born fließen.

## Dorfflur
Die Dorfflur wurde im Osten durch die Walbke, im Süden durch die Willeröder Flurgrenze und im Westen durch die Straße zwischen Walbeck und Willerode begrenzt. Die nördliche Begrenzung ist unbekannt. 